# مومباركارو
مومباركارو هيبلدية (بلدية) في مقاطعة كونيو في منطقة بيدمونت الإيطالية، وتقع على بعد حوالي 70 كيلومتر (43 ميل) جنوب شرق تورينو وحوالي 45 كيلومتر (28 ميل) شرق كونيو. اعتبارًا من 31 ديسمبر 2004، كان عدد سكانها 319 نسمة ومساحتها 20.4 كيلومتر مربع (7.9 ميل2). 
تقع مدينة مومباركارو على حدود البلديات التالية: بارولدو، غوردزينو ،مونيسيلو، موراتسانو، نييللا بيلبو برونيتتو، سالي سال جيوفاني، سان بينيديتو بيلبو.